# Hidrológiai Közlöny
Hidrológiai Közlöny: a Magyar Hidrológiai Társaság lapja, angolul: Journal of the Hungarian Hydrological Society (alapítva 1918-ban). Székhelye Budapest; ISSN 0018-1323.

## Korábbi címe
Hidrológiai Közlemények, közreadja a a Magyarhoni Földtani Társulat Hidrológiai Szakosztálya (1918-1920)

## Állományadatok[1]
1.1921—24.1944; 26.1946:1-12; 27.1947:1/4-9/12; 28.1948:1/4; 29.1949:3/4-11/12; 30.1950:9/10,11/12; 34.1954:1/2-11/12; 35.1955:1/2-11/12; 36.1956:1-5; 37.1957:1; 41.1961:1-6—53.1973:1-12; 54.1974:1-12; 55.1975:1-12—63.1983:1-12; 64.1984:1-6—67.1987:1-5/6; 68.1988:1-6; 69.1989:1-6—73.1993:1-6; 74.1994:1-6; 75.1995:1-6—77.1997:1/2-6; 78.1998:1-5/6; 79.1999:1-6—83.2003:1-6; 84.2004:1-6; 85.2005:1-6; 86.2006:1-6; 87.2007:1-6; 88.2008:1—6; 89.2009:1—6; 90. 2010:1-6.

## Periodicitás
Változó. 1958-tól bontakozik ki egy megjelenési ritmus, 1958—1963-ig kéthavonként, 1964—1983-ig havonként; 1984-től kéthavonta jelenik meg.
A folyóiratszámok teljes listája és tartalommutatója megtalálható a MATARKá-ban.

## Jeles munkatársaiból
- Szabó Árpád
- Szabó László